# 罗斯季斯拉夫·波尔曼
罗斯季斯拉夫·波尔曼（捷克語：Rostislav Pohlmann，1964年6月1日—），捷克男子田径运动员。他曾代表捷克参加1996年、2000年、2004年、2008年和2012年夏季残疾人奥林匹克运动会田径比赛，获得一枚金牌、二枚银牌和三枚铜牌。